# Verenigde Provinciën van Nieuw-Granada
De Verenigde Provinciën van Nieuw-Granada was een land in Zuid-Amerika. Het werd gevormd in 1810 uit het Onderkoninkrijk Nieuw-Granada en het land werd veroverd door Spanje in 1816. Het land was onderverdeeld in 22 provinciën.